# Frantz Gumbs
Pour les articles homonymes, voir Gumbs.
Frantz Gumbs, né le 21 janvier 1954 à Saint-Martin (Antilles françaises), est un homme politique français. Il est élu le 7 août 2008 président du conseil territorial de Saint-Martin. Cette élection est invalidée par le Conseil d'État le 10 avril 2009. Le 5 mai 2009, il est réélu président du conseil territorial de Saint-Martin. Le 18 juin 2022, il est élu député de Saint-Barthélemy et Saint-Martin.

## Biographie
Frantz Gumbs naît le le 21 janvier 1954 à Saint-Martin (Antilles françaises). Il est élu conseiller territorial de Saint-Martin le 8 juillet 2007 au conseil territorial de Saint-Martin sur la liste Union pour le progrès conduite par Louis-Constant Fleming (UMP). Quand Louis-Constant Fleming démissionne du fait de son invalidation, Frantz Gumbs est élu le 7 août 2008 président du conseil exécutif de Saint-Martin.
Son élection comme président est invalidée : « la raison principale de l'invalidation est la présence de bulletins pré-imprimés au nom de Frantz Gumbs lors de l’élection ». Le Conseil d'État confirme que les procédures de vote n'ont pas été respectées. Une nouvelle élection, respectant cette fois les formes, est organisée le 5 mai 2009 et Frantz Gumbs est réélu président du conseil exécutif.
Il se présente aux élections territoriales de 2012 sur la liste Union pour le progrès conduite par Louis-Constant Fleming. Cette liste ne peut se maintenir au second tour.
Il est élu député lors des élections législatives de 2022 à Saint-Barthélemy et Saint-Martin.